# Красное (Палехский район)
Кра́сное — село в составе Раменского сельского поселения Палехского района Ивановской области России.

## География
Расположено на холме, имеющем высоту над уровнем моря 103 м, слева от междугородной автомобильной дороги P152 Иваново — Нижний Новгород. От Красного до районного центра — Палеха, по автодороге, около 3 км.
Через Красное проходит автомобильная дорога областного значения Палех — Майдаково — Родники (40 км).
Вблизи села протекает река Люлех (левый приток Тезы), изгибающаяся в юго-западном направлении. Ширина реки в отдельных местах от 10 до 15 м, скорость течения небольшая, русло её мелкое, но есть и глубокие участки — омуты.

## Население
| 1859 | 1905 | 2010 |
| ---- | ---- | ---- |
| 585  | ↘224 | ↘91  |

## Этимология
Красное, село — ранее «деревня Красная»,  названо так первопоселенцами, нашедшими здесь «красное место», то есть — красивое, "пригожее место для поселения" . По Далю — «красный» значит,  красивый, превосходный, лучший.

## История
Дата основания села Красного (деревни Красной) неизвестна. Письменный источник — Писцовая книга Суздальского уезда 1628—1630 годов,  в описании Опольского стана сообщает:  Красное – село владельческое, имение государева человека – сытника Саввы Мартьянова Аминева (Аминова), в селе крестьянских дворов – 5, владельческих — 2, церковных — 1; мельниц — 2 (две); церковь Николая Чудотворца, при ней священник и пономарь, две кельи нищих, пашни по двенадцать четвертин.
В течение XVII—XVIII веков Красное в составе Суздальского уезда, затем — с 1778 года — во Владимирском наместничестве, а с 1796 года, после проведения нового внутригосударственного размежевания и создания губерний — в Вязниковском уезде Владимирской губернии.
По сведениям 1859 года, опубликованным Центральным статистическим комитетом Министерства внутренних дел, под № 1534 значится: «Владимирской губернии, Вязниковского уезда, II-го стана, Красное — село владельческое, при речке Люлех. Расположено по правую сторону от Ярославского торгового тракта от границы Юрьевецкого уезда к Гороховскому; Расстояние в верстах до уездного центра 73, до становой квартиры 28; число дворов 107, жителей: муж. пола — 263 чел., жен. пола — 322 чел. Церковь православная 1».
Согласно данным «Списка населённых мест Владимирской губернии», по сведениям 1896 года, под № 2788 значится Палеховской волости Красное село, число жителей обоего пола: 152, число дворов: 26 (так в тексте документа).
При советской власти, после административно-территориального размежевания в СССР — с 1935 года село Красное в составе Палехского района Ивановской области.

## Храм иконы Божией Матери «Знамение»
Красновская Свято-Знаменская церковь (в честь иконы Божией Матери «Знамение»), с погостом, расположенная в центре села — на месте видном, возвышенном, — памятник русской церковной архитектуры начала XIX века.
Построен храм в 1801—1804 годах по «храмозданной грамоте» епископа Владимирской и Суздальской епархии Ксенофонта (Троепольского) от 23 июля 1801 года — по прошению священника села Красного Стефана Стефанова и владеющего селом помещика Перфилия Николаевича Бутурлина. Освящена церковь 14 июня 1810 года по прошению священника Стефана Стефанова и церковного строителя Петра Бородулина.
В храме неоднократно велась реставрация настенной живописи,  впервые в 1862 году, затем в 1905—1906 годах — художниками иконописной мастерской Ивана Парилова, в свойственном этим мастерам фряжском стиле.
Свято-Знаменская церковь — одна из тех немногих в области, что при советской власти оставалась действующей.
В настоящее время в Знаменской церкви богослужение совершает протоиерей Лев Смирнов; к приходу церкви приписана часовня святой мученицы Параскевы Пятницы села Богатищи.
Архитектурный комплекс Знаменской церкви — признанный Объект культурного наследия федерального значения (Основание: Постановление Совета Министров РСФСР от 04.12.1974 № 624).

## Инфраструктура
Село малонаселённое,  в настоящее время в сельском поселении всего три улицы: Центральная, Слободская и Речная.
В границах села действует система коммунальной инфраструктуры (СКИ),  обеспечивающая условия для комфортной жизни жителям населённого пункта – села Красного, как объекта муниципального образования — Раменского сельского поселения. СКИ  включает: электроснабжение, газоснабжение, водоснабжение, водоотведение, уборку ТБО и др..
25 декабря 2017 года в село пришёл природный газ; построены газопроводы высокого — 436 м и низкого давления протяжённостью почти 2,7 км. Проектно-сметная документация стоимостью 1,2 млн рублей разработана за счёт денежных средств жителей и сельской церкви. Природным газом обеспечены 43 домовладения села и сельский храм.

## Известные люди села
- Иван Михайлович Блинов (1874–1933) — псаломщик Знаменской церкви — с 1920 до 21.01.1931, когда он был арестован по обвинению в антисоветской агитации, осуждён на 3 года, умер в ссылке в Казахстане; включён в Собор новомучеников и исповедников Церкви Русской в лике исповедника[26][27][28].
- Моклаков Аркадий Васильевич (1915–1998) — герой Великой Отечественной войны, кавалер орденов Красной Звезды и Отечественной войны II ст.[29][30]